# ماري من كليفز
ماري من كليفز (بالفرنسية: Marie de Clèves)‏ (19 سبتمبر 1426 - 23 أغسطس 1487)؛ كانت الزوجة الثالثة لـ شارل دوق أورليان، هي
الابنة الصغرى لـ أدولف الأول، دوق كليفز وماري من بورغندي ابنة جان الشجاع، دوق بورغندي ومارغريت من بافاريا.
تزوجت في السن الرابعة عشر من شارل دي فالوا، دوق أورليان حفيد شارل الخامس ملك فرنسا البالغ من 32 عاماً في 27 نوفمبر 1440 في سان أومير؛ وأنجبت له ثلاثة أبناء:-
- ماري (19 ديسمبر 1457 - 1493)؛ خطبت أولاً لـ بيير الثاني، دوق بوربون، ثم تزوجت من جان من فوا، كونت إتامب؛ وهما والدا جيرمين، ملكة أراغون.
- لويس الثاني عشر ملك فرنسا (1462-1515).
- آن (1464-1491)؛ راهبة.